# Kranglan

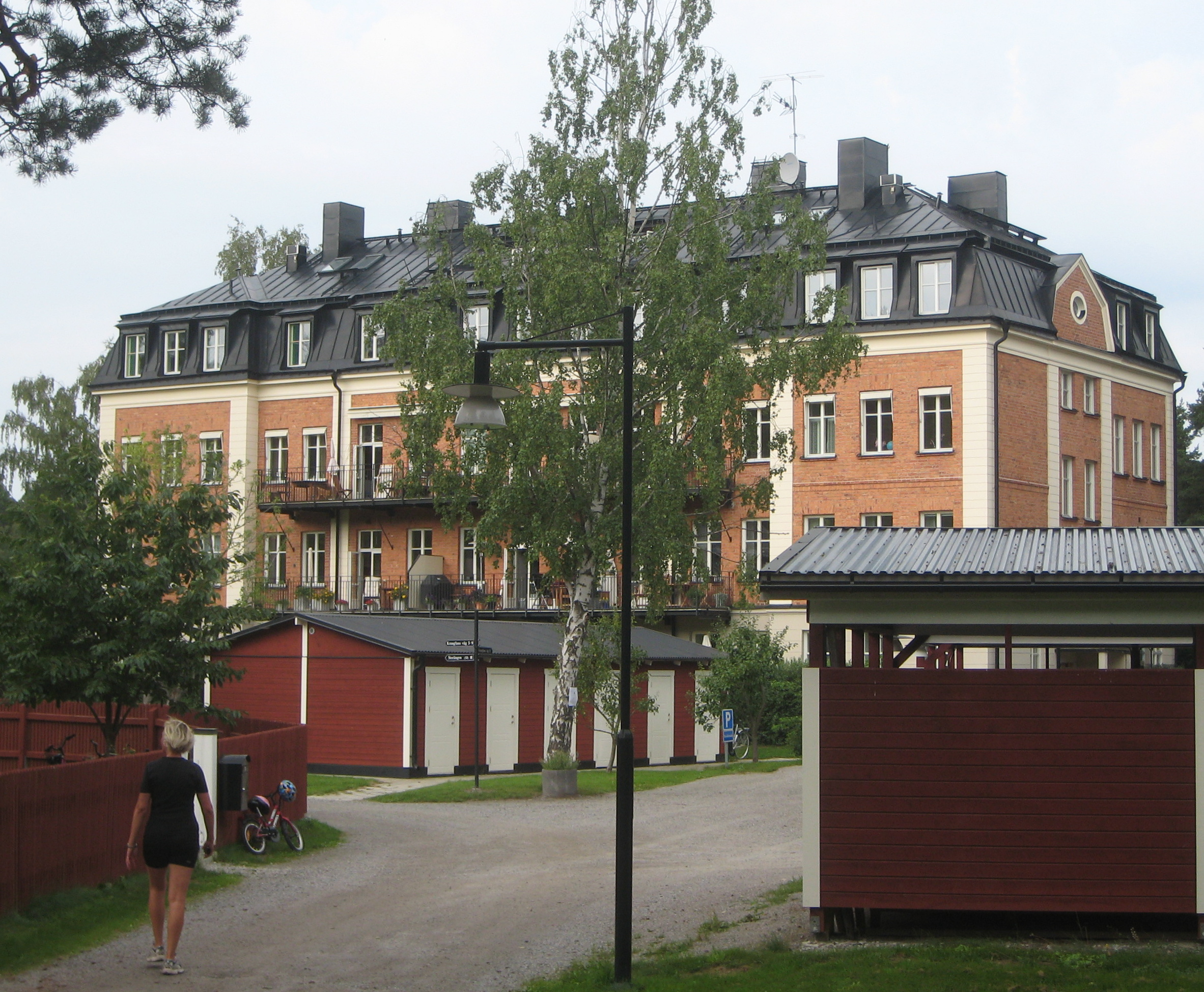
Kranglan i augusti 2010.

Kranglan är en mindre grupp av byggnader vid den södra stranden av Järlasjön belägna vid det smala sund som delar Järlasjön i två delar. En mindre gångbro i trä förbinder området med Fannydal och Storängen, medan området avgränsas av Nackareservatet i söder. Området har även en vägförbindelse på Järlasjöns södra sida genom Kranglans väg som i väster förbinder området med Hästhagen och i öster med Saltsjö-Duvnäs.

## Historik

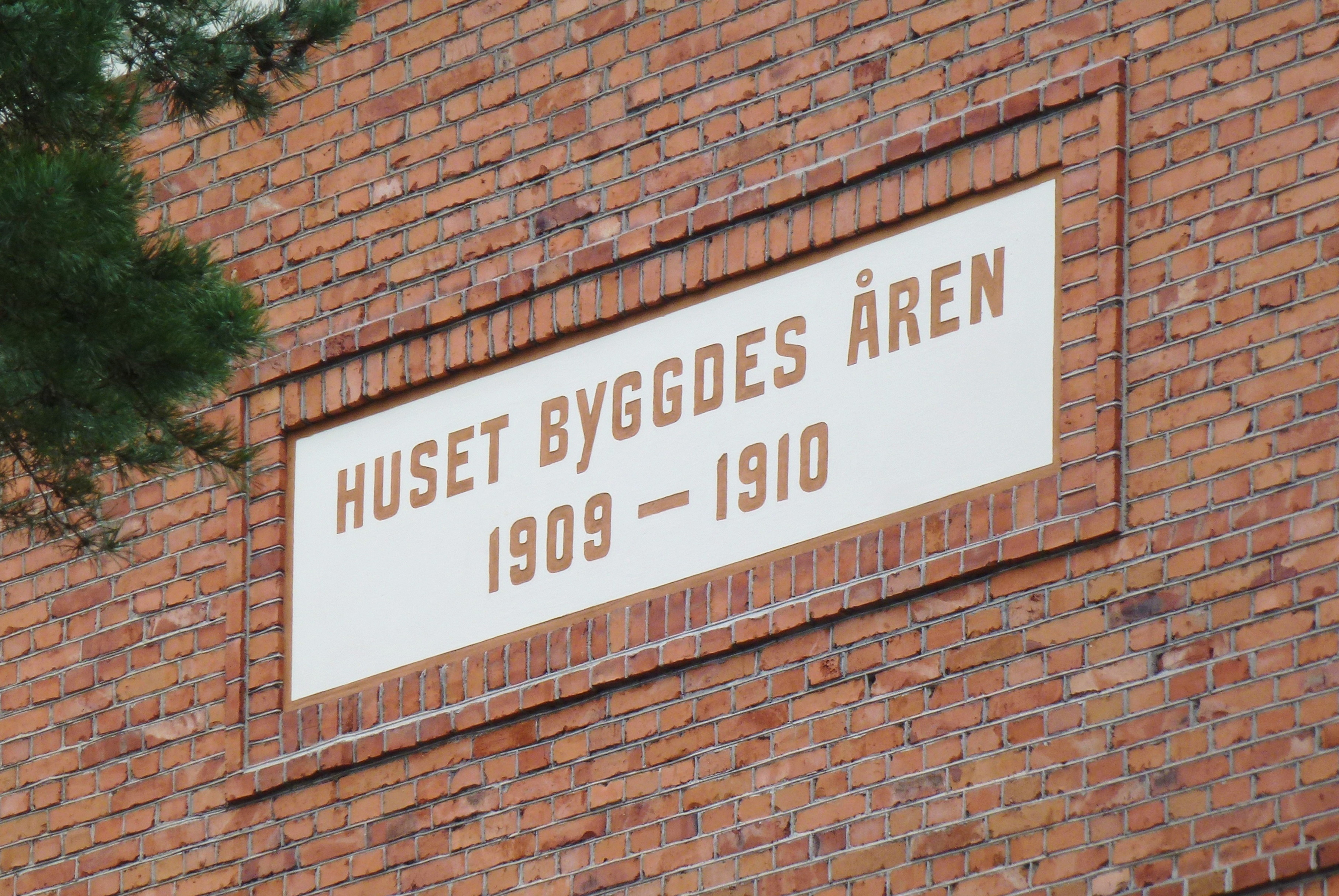
Huset byggdes 1909-1910.

Kranglan är namnet på ett tidigare torp som låg på en vacker udde i Järlasjön där sjön smalnar av söder om Storängen. Namnet Kranglan är besläktat med krök/krok. Här uppfördes 1909-1910 en tegelbyggnad av institutionskaraktär på uppdrag av Nacka kommun för att samla vården av seniora, sjuka medborgare på ett lugnt ställe. Kommunen lät också inrätta ett jordbruk kring Kranglan som var verksamt med vackra odlingar fram till 1932. Andra verksamheter som bedrevs om vintern var sågning och upptagning av isblock till isskåp. Nacka Kommuns äldreomsorg på Kranglan omstrukturerades och vidareutvecklades i början av 50-talet och huset kom senare att hyras av Atlas Copco som använde det som personalbostäder, företrädesvis för en grupp högt utbildade tekniska specialister inom tillverkningen i Sickla, med geografiskt ursprung från Italien. 
Kring 1980 såldes den stora tegelbyggnaden till ett elektronikföretag som bedrev verksamhet i fastigheten fram till 2002 då huset renoverades och byggdes om till klassiska karaktärsbostäder och togs över av en bostadsrättsförening. Andra bostadsrättsföreningar byggde ytterligare några mindre hus i närheten. Utöver den tidsenliga vackert utformade huvudbyggnaden på Kranglans udde består bebyggelsen av tre stilenligt kulturhistoriskt utformade villor, den mindre #3, ursprungligen utgörande trädgårdsmästarbostaden på Kranglan, och två senare uppförda villor #5-7, varav #7, den prisbelönta EiQ House, flerfaldigt internationellt prisbelönt som "Europas första kompletta miljöteknikhus" inom hållbarhetstekniska konstruktions och systemlösningar inom energieffektivitet, miljöhänsyn och hälsa, samt några ekonomibyggnader.

## Bilder

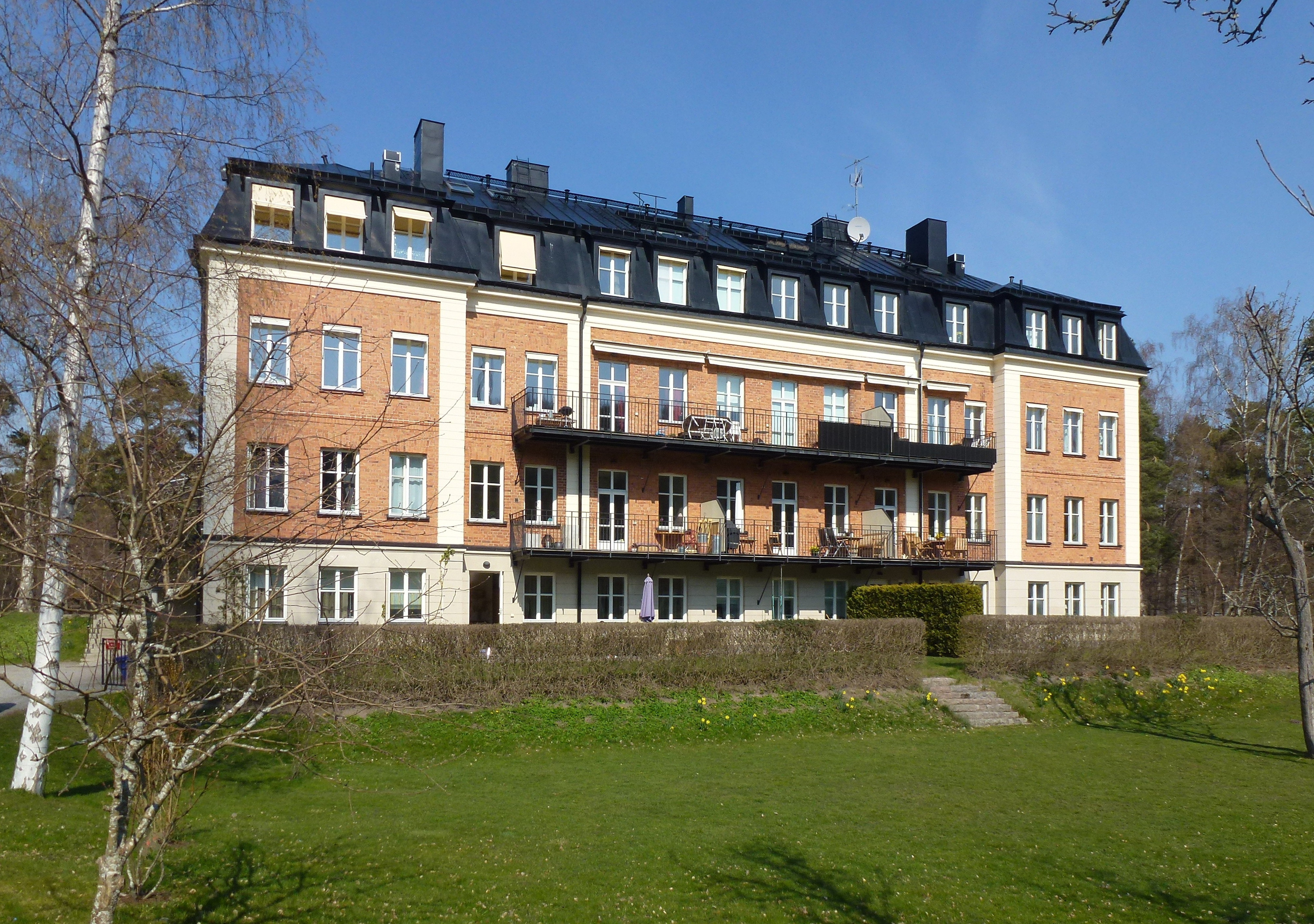
EiQ House Kranglans udde, Saltsjö-Duvnäs, Nacka, SverigeFasad mot syd, 2014
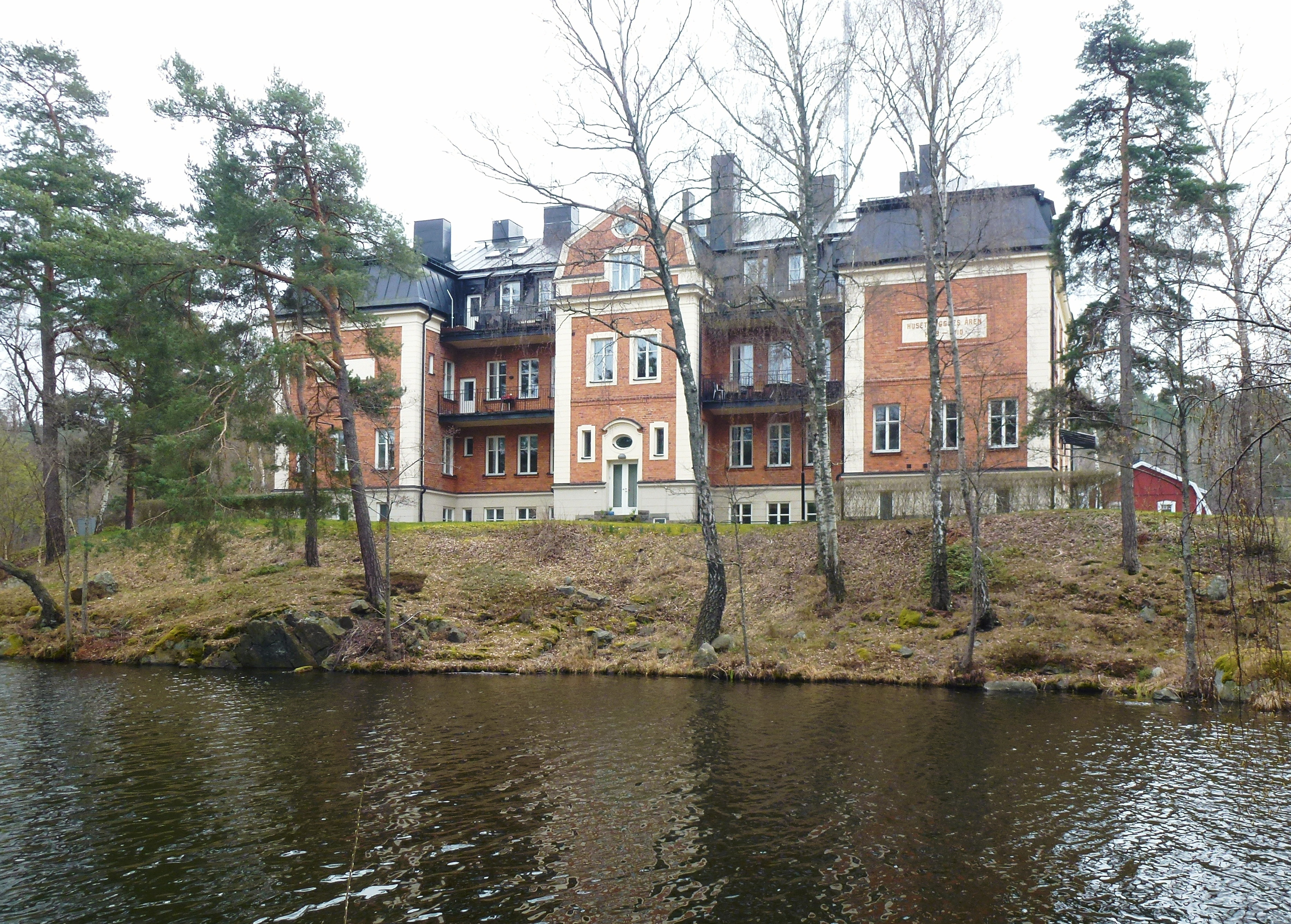
Fasad mot kanalen, 2014.
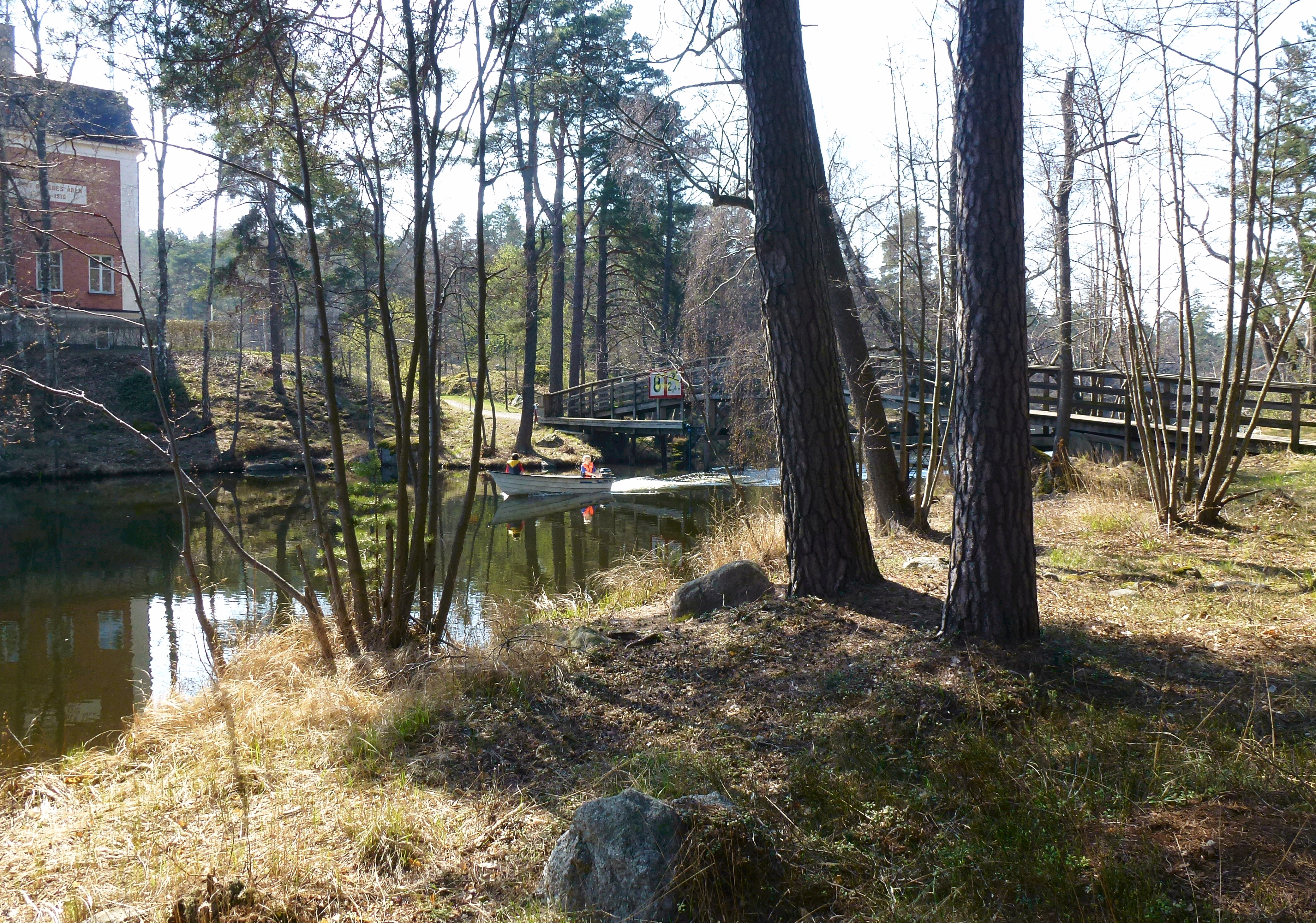
Gångbron till Fannydal
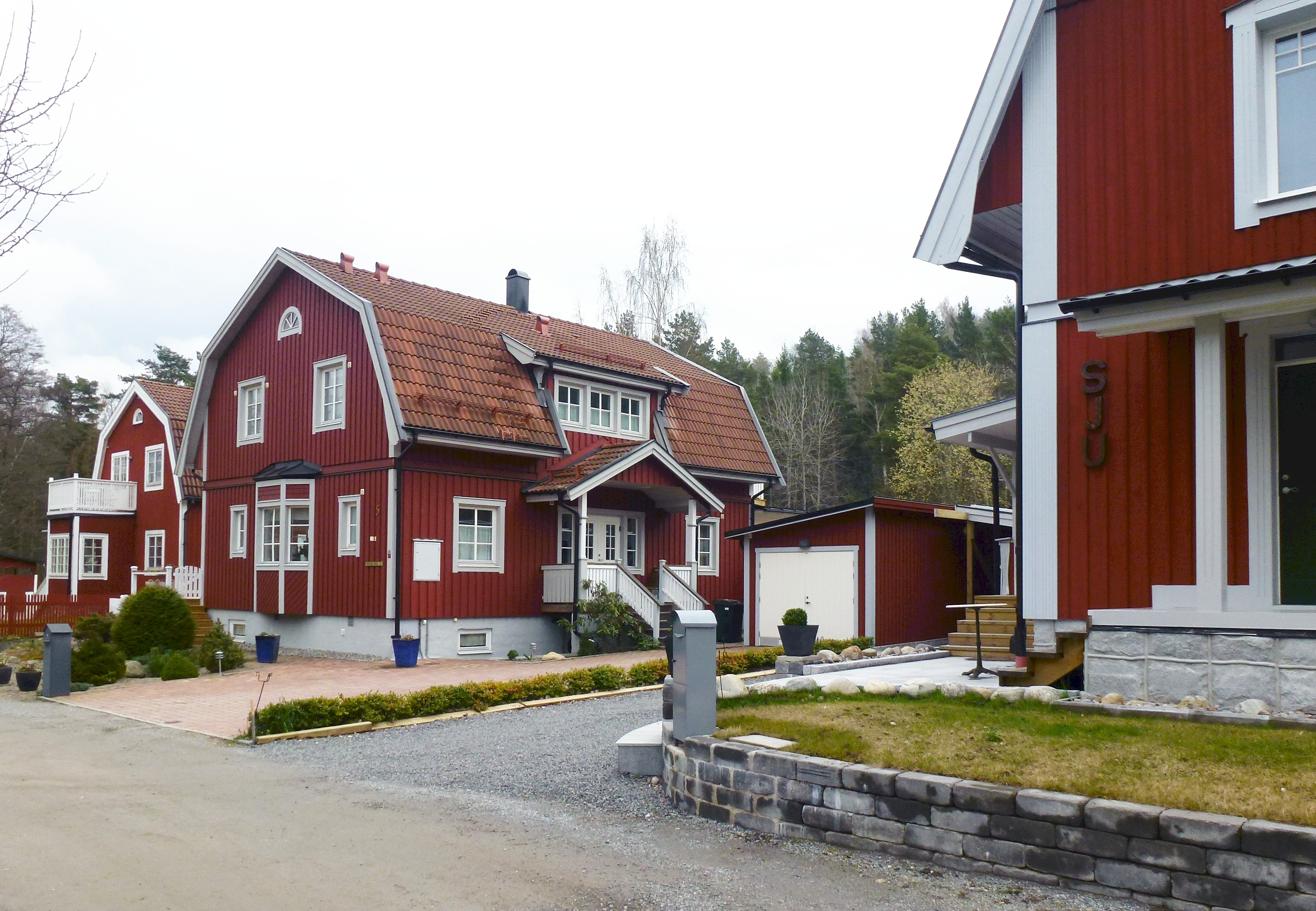
Trähusen, 2014.